# 赤いくじ
『赤いくじ』（あかいくじ）は、松本清張の短編小説。『オール讀物』1955年6月号に「赤い籤」のタイトルで掲載され、同年8月に短編集『悪魔にもとめる女』収録の1作として、鱒書房より刊行された。

## あらすじ
1944年の秋、朝鮮で大日本帝国の新しい師団が編成され、高敞郡に司令部が置かれた。高級軍医の末森と参謀長の楠田が、出征軍人の若い妻である塚西恵美子の心を得ようと相争うことになった。末森と楠田は互いに争いながら、美貌と高貴な趣味を漂わせる塚西夫人に崇高な精神を競っていた。
1945年の玉音放送と共に混乱が始まり、アメリカ軍が高敞にも進駐するとの通知が入る。兵団長たちは、アメリカ兵に取りいって、戦犯から免れ、身の安全をはかろうと、日本婦人を慰安婦として差し出すこととしたが、人選は困難で、くじ引きとなった。アメリカ兵を迎えるという名目で、深い子細は知らされなかった。当たりくじは先のほうに赤インクで染めてあった。塚西夫人は、何のためらいもなく、赤いくじを引き当てた。
三日ばかりしてアメリカ兵が到着したが、何日たっても慰安婦の要求を持ち出さなかった。拍子抜けだった。しかし、くじ引きのほんとうの目的は皆に知れわたった。
内地引き揚げが始まった。釜山に向かう汽車の中で、赤いくじを引きあてた二十名の婦人は、皆から変な目で見られていた。彼女たちは「何もしなかった」が、娼婦の資格者だったという見えない烙印を押されていた。塚西夫人は身も世もない様子で、自分の荷物の陰にかくれるようにしてすわっていた。
末森軍医は、釜山の手前で汽車がとつぜんとまったのを機会に、塚西夫人を捜しあて、車外へ連れ出し、日本人の家屋に潜んだ。楠田参謀長は末森軍医の姿が消えていることに気づき、兵を引き連れ脱走の捜索に出た。夫人を貪婪に征服しようとする末森の前に、楠田が現われた。

## エピソード
- 本作について著者は1963年に「『赤いくじ』は、私が朝鮮群山の近くに一兵卒として駐留し敗戦を迎えたときの挿話から思いついた。当時、私は師団司令部付だったので、高級将校の動きはよくわかっていた。読者はこの作品をモーパッサンの『脂肪の塊』を模本したように思われるかもしれないが、現実と小説の近似性を当時の私は感じたものである。もっとも、兵器受領にやってきたアメリカ将校団は司令部の高級将校の心配にもかかわらず何も要求しないで京城に引きかえしたので、将校たちのひそかな保身策は実行をみないですんだ」と記している[1]。
- 日本近代文学研究者の新城郁夫は「朝鮮(人)を内なる外部として取り込みつつこれを他者化して排除するという、この時期の多くの朝鮮に関わる文学テクストとは異なり、むしろ、清張の『赤いくじ』は、引き揚げそこなった日本人にこそ眼差しを向け直し、その日本人の身体のなかに生起していた奇態な欲望を切開していこうとする」「清張のこの小説において重要なのは、戦争の機会を奪われ、敵に見放された皇軍兵士が、敵対性を自らの内部＝日本(軍)に見出しこれを創造していく転倒したプロセスが書き込まれているということである」と分析している[2]。
- 作家の半藤一利は、太平洋戦争に敗れた3日後の8月18日、内務省の橋本政実・警保局長が各府県の長官（県知事）に、占領軍のためのサービスガールを集めたいと全国で慰安婦を募集、当時大蔵省主税局長であった池田勇人の「いくら必要か」という質問に、野本特殊慰安施設協会副理事長が「1億円くらい」と答えると、池田が「1億円で（日本女性の）純潔が守られるのなら安い」と答えた事例を引き合いに、「敗戦直後の日本人の情けなさが実によく出ています」と本作を評している[3]。
- 日本近代文学研究者の久保田裕子は「歴史をめぐる表象と隠蔽を内包した『赤いくじ』は、自らを戦争被害者であると規定した戦後日本の典型的ナラティブ（その典型例として藤原てい『流れる星は生きている』）に依拠しない語りであるという点で、特異なテキスト」と評している[4]。